# 寒坡乡
寒坡乡，是中华人民共和国四川省南充市南部县曾经下辖的一个乡。2019年10月，撤销寒坡乡，将其所属行政区域划归黄金镇管辖。

## 行政区划
寒坡乡撤销前下辖以下地区：
彭家垭村、大田坝村、龙伏寺村、鞍子岭村、王家垭村、李家庙村、四合院村、莲社庵村、四房嘴村、三清观村、棒子湾村、八庙村、洪山庙村、寒坡场村、燕窝村、柏树包村、胡家垭村和殷家湾村。